# Campeonato Sul-Americano de Atletismo Sub-20 de 2021
O Campeonato Sul-Americano de Atletismo Sub-20 de 2021 foi a 44ª edição da competição de atletismo organizada pela CONSUDATLE para atletas com menos de vinte anos, classificados como sub-20. O evento foi realizado na Villa Deportiva Nacional, em Lima, no Peru, entre 9 a 10 de julho de 2021. Contou com 10 nacionalidades distribuídos em 45 eventos, com destaque para o Brasil com 17 medalhas de ouro. 

## Medalhistas
Esses foram os resultados do campeonato. 

### Masculino
| Evento                      | Ouro                                                                                       | Ouro     | Prata                                                                         | Prata    | Bronze                                                                          | Bronze   |
| --------------------------- | ------------------------------------------------------------------------------------------ | -------- | ----------------------------------------------------------------------------- | -------- | ------------------------------------------------------------------------------- | -------- |
| 100 metros                  | Tomás Mondino · Argentina                                                                  | 10.43    | Bautista Diamante · Argentina                                                 | 10.53    | Jhon Paredes · Colômbia                                                         | 10.55    |
| 200 metros                  | Tomás Mondino · Argentina                                                                  | 21.24    | Bautista Diamante · Argentina                                                 | 21.27    | Katriel Angulo · Equador                                                        | 21.44    |
| 400 metros                  | Vinícius Galeno · Brasil                                                                   | 48.40    | Miguel Maldonado · Equador                                                    | 48.73    | Martín Kouyoumdjian · Chile                                                     | 48.90    |
| 800 metros                  | Leonardo de Jesus · Brasil                                                                 | 1:48.78  | Pedro Emmert · Argentina                                                      | 1:51.70  | Pedro Luiz de Souza · Brasil                                                    | 1:52.71  |
| 1 500 metros                | Dylan Van der Hock · Argentina                                                             | 3:50.73  | Brayan Jara · Chile                                                           | 3:52.33  | Jânio Varjão · Brasil                                                           | 3:52.45  |
| 3 000 metros                | Matías Reynaga · Argentina                                                                 | 8:19.81  | Rolando Ortiz · Colômbia                                                      | 8:20.34  | David Ninavia · Bolívia                                                         | 8:23.01  |
| 5 000 metros                | David Ninavia · Bolívia                                                                    | 14:29.0  | Matías Reynaga · Argentina                                                    | 14:43.5  | Alex Caiza · Equador                                                            | 14:51.2  |
| 10 km marcha atlética       | Cristián Rojas · Colômbia                                                                  | 43:46.33 | Saul Wanputsrit · Equador                                                     | 44:34.63 | Mateo Romero · Colômbia                                                         | 45:37.89 |
| 110 metros barreiras        | Fabricio Pereira · Brasil                                                                  | 13.73    | Jhon Paredes · Colômbia                                                       | 13.75    | Kevin Simisterra · Equador                                                      | 14.26    |
| 400 metros barreiras        | Gabriel dos Santos · Brasil                                                                | 52.33    | César Parra · Venezuela                                                       | 52.84    | Neider Abello · Colômbia                                                        | 53.34    |
| 3.000 metros com obstáculos | Dylan Van der Hock · Argentina                                                             | 9:07.74  | Natan Nepomuceno · Brasil                                                     | 9:08.01  | Vinícius Alves · Brasil                                                         | 9:11.08  |
| 4×100 metros estafetas      | Brasil · Igor de Oliveira · Renan Gallina · Fabricio Pereira · Robson Aguiar               | 40.30    | Equador · Xavier Casierra · Katriel Angulo · Miguel Maldonado · Steeven Salas | 40.63    | Argentina · Bruno de Genaro · Tomás Mondino · Pedro Emmert · Bautista Diamante  | 41.09    |
| 4×400 metros estafetas      | Brasil · João Henrrique Barros · Leonardo de Jesus · Pedro Luiz de Souza · Vinicius Galeno | 3:09.37  | Equador · Katriel Angulo · Miguel Maldonado · Steeven Salas · Alan Minda      | 3:13.43  | Argentina · Bruno de Genaro · Bautista Diamante · Matías Reynaga · Pedro Emmert | 3:18.76  |
| Salto em altura             | Anderson Asprilla · Colômbia                                                               | 2.07     | Emiliano Benítez · Argentina                                                  | 2.04     | Roger Alves · Brasil                                                            | 2.04     |
| Salto com vara              | Austin Ramos · Equador                                                                     | 4.90     | Nicolas Martín · Chile                                                        | 4.65     | Apenas dois finalistas                                                          |          |
| Salto em comprimento        | Jhon Berrio · Colômbia                                                                     | 7.61     | Gabriel Boza · Brasil                                                         | 7.50     | Julio Cesar Mendes · Brasil                                                     | 7.06     |
| Salto triplo                | Gregory Palacios · Equador                                                                 | 15.51    | Oscar Comedta · Colômbia                                                      | 15.24    | Felipe da Silva · Brasil                                                        | 15.20    |
| Arremesso de peso           | Ronald Grueso · Colômbia                                                                   | 17.88    | Vinicius Avancini · Brasil                                                    | 17.31    | Juan Manuel Arrieguez · Argentina                                               | 17.02    |
| Lançamento de disco         | Ronald Grueso · Colômbia                                                                   | 57.78    | Rodrigo Trenhago · Brasil                                                     | 52.23    | Steven Cevallos · Equador                                                       | 51.32    |
| Lançamento do martelo       | Sebastián Tommasi · Argentina                                                              | 68.83    | Luis Núñez · Argentina                                                        | 65.99    | Cipriano Riquelme · Chile                                                       | 63.33    |
| Lançamento do dardo         | Juan Amarilla · Argentina                                                                  | 62.72    | Lars Flaming · Paraguai                                                       | 60.70    | Lautaro Techera · Uruguai                                                       | 60.37    |
| Decatlo                     | Arnaldo Kowales Junior · Brasil                                                            | 6511     | Matheus Pires · Venezuela                                                     | 6433     | Ricardo Mireles · Venezuela                                                     | 6388     |

### Feminino
| Evento                      | Ouro                                                                                    | Ouro     | Prata                                                                                 | Prata    | Bronze                                                                        | Bronze   |
| --------------------------- | --------------------------------------------------------------------------------------- | -------- | ------------------------------------------------------------------------------------- | -------- | ----------------------------------------------------------------------------- | -------- |
| 100 metros                  | Natalia Liñares · Colômbia                                                              | 11.68    | Nicole Chala · Equador                                                                | 11.98    | Ana Cecilia de Oliveira · Brasil                                              | 12.07    |
| 200 metros                  | Erica Cavalheiro · Brasil                                                               | 24.52    | Ana Cecilia de Oliveira · Brasil                                                      | 24.88    | María Ignacia Aspillaga · Chile                                               | 24.89    |
| 400 metros                  | Erica Cavalheiro · Brasil                                                               | 54.08    | Taimara de Melo · Brasil                                                              | 57.13    | Marcela Reyes · Colômbia                                                      | 57.75    |
| 800 metros                  | Laura Acuña · Chile                                                                     | 2:10.79  | Angeli Garrido · Venezuela                                                            | 2:12.23  | Lindsey Lopes · Brasil                                                        | 2:12.89  |
| 1 500 metros                | Carmen Alder · Equador                                                                  | 4:24.53  | Laura Acuña · Chile                                                                   | 4:26.94  | Stefany López · Colômbia                                                      | 4:32.02  |
| 3 000 metros                | Carmen Alder · Equador                                                                  | 9:26.51  | Sofía Mamani · Peru                                                                   | 9:37.07  | Paula Vega · Equador                                                          | 10:07.42 |
| 5 000 metros                | Sofía Mamani · Peru                                                                     | 16:41.34 | Paula Vega · Equador                                                                  | 17:18.91 | Jimena Apaza · Peru                                                           | 17:57.61 |
| 10 km marcha atlética       | Gabriela Muniz · Brasil                                                                 | 47:11.69 | Paula Valdez · Equador                                                                | 47:17.82 | Ines Condo · Bolívia                                                          | 49:07.18 |
| 100 metros barreiras        | Daniele Campigotto · Brasil                                                             | 13.99    | Isabel Urrutia · Colômbia                                                             | 14.05    | Catalina González · Argentina                                                 | 14.74    |
| 400 metros barreiras        | María Alejandra Murillo · Colômbia                                                      | 1:01.69  | Camille de Oliveira · Brasil                                                          | 1:01.73  | Laiane de Almeida · Brasil                                                    | 1:03.50  |
| 3.000 metros com obstáculos | Stefany López · Colômbia                                                                | 10:14.81 | Veronica Huacasi · Peru                                                               | 10:28.81 | Jimena Apaza · Peru                                                           | 11:07.43 |
| 4×100 metros estafetas      | Colômbia · Isabel Urrutia · Natalia Liñares · Melany Bolaño · Laura Martínez            | 46.35    | Brasil · Alana Amorim · Tainara Mees · Suellen de Sant Anna · Ana Cecilia de Oliveira | 47.38    | Equador · Xiomara Ibarra · Dayanara Nazareno · Noelia Martínez · Nicole Chala | 48.83    |
| 4×400 metros estafetas      | Brasil · Leticia de Oliveira · Marina de Siqueira · Laiane de Almeida · Taimara de Melo | 3:51.17  | Colômbia · Marcela Reyes · Laura Ossa · María Alejandra Murillo · Jhovana Camargo     | 3:53.43  | Peru · Andrea Gómez · Rebeca Vásquez · Vania Ramírez · Ariana Botton          | 4:05.06  |
| Salto em altura             | Arielly Rodrigues · Brasil                                                              | 1.79     | Silvina Gil · Uruguai                                                                 | 1.73     | Joaquina Dura · Argentina                                                     | 1.73     |
| Salto com vara              | Luciana Gómez · Argentina                                                               | 3.90     | Tatiana Bedoya · Colômbia                                                             | 3.57     | Sofía Hryncyszyn · Argentina                                                  | 3.32     |
| Salto em comprimento        | Natalia Linares · Colômbia                                                              | 6.14     | Lissandra Campos · Brasil                                                             | 6.07     | Vanessa dos Santos · Brasil                                                   | 5.93     |
| Salto triplo                | Whaylla de Oliveira · Brasil                                                            | 12.63    | Estrella Lobo · Colômbia                                                              | 12.52    | Indiana Holgado · Argentina                                                   | 12.46    |
| Arremesso de peso           | Taniele da Silva · Brasil                                                               | 12.66    | Nicole Valencia · Colômbia                                                            | 12.29    | Giovanna Costa · Brasil                                                       | 11.71    |
| Lançamento de disco         | Valentina Ulloa · Chile                                                                 | 44.89    | Ana Luz Sarli · Argentina                                                             | 42.03    | Giovanna Costa · Brasil                                                       | 39.95    |
| Lançamento do martelo       | Valentina Claveria · Chile                                                              | 59.05    | Nereida Santacruz · Equador                                                           | 56.25    | Yennifer Barahona · Colômbia                                                  | 52.45    |
| Lançamento do dardo         | Valentina Barrios · Colômbia                                                            | 47.97    | Manuela Rotundo · Uruguai                                                             | 46.45    | Fiorella Veloso · Paraguai                                                    | 44.02    |
| Heptatlo                    | Giovana Corradi · Brasil                                                                | 5090     | Ana Luisa Ferraz · Brasil                                                             | 4995     | Mariam Buenanueva · Argentina                                                 | 4778     |

### Misto
| Evento                   | Ouro                                                                                         | Ouro    | Prata                                                                  | Prata   | Bronze                                                            | Bronze  |
| ------------------------ | -------------------------------------------------------------------------------------------- | ------- | ---------------------------------------------------------------------- | ------- | ----------------------------------------------------------------- | ------- |
| 4×400 metros estafetas\| | Brasil · Gabriel dos Santos · Erica Cavalheiro · Camille de Oliveira · João Henrrique Barros | 3:28.33 | Equador · Miguel Maldonado · Carmen Alder · Adriana Alajo · Alan Minda | 3:35.95 | Peru · José Romero · Rebeca Vasquez · Hugo Carazas · Andrea Gómez | 3:41.79 |

## Quadro de medalha
A contagem de medalhas foi publicada.
| Ordem | País      | Medalha de ouro | Medalha de prata | Medalha de bronze | Total |
| ----- | --------- | --------------- | ---------------- | ----------------- | ----- |
| 1     | Brasil    | 17              | 11               | 12                | 40    |
| 2     | Colômbia  | 11              | 8                | 6                 | 25    |
| 3     | Argentina | 8               | 7                | 8                 | 23    |
| 4     | Equador   | 4               | 9                | 6                 | 19    |
| 5     | Chile     | 3               | 3                | 3                 | 9     |
| 6     | Peru      | 1               | 2                | 4                 | 7     |
| 7     | Bolívia   | 1               | 0                | 2                 | 3     |
| 8     | Uruguai   | 0               | 2                | 1                 | 3     |
| 8     | Venezuela | 0               | 2                | 1                 | 3     |
| 10    | Paraguai  | 0               | 1                | 1                 | 2     |
| Total | Total     | 44              | 45               | 44                | 134   |

Legenda
| Recorde mundial       | Recorde mundial (World record)               |                       | Recorde africano                      | Recorde africano (African) |                                           | Q | Classificado por posição (Qualified) |
| Recorde do campeonato | Recorde do campeonato (Championship record)  | Recorde da América    | Recorde da América (Americas)         | q                          | Classificado por melhor tempo (Qualified) |   |                                      |
| Melhor marca do ano   | Melhor marca do ano (World leading)          | Recorde asiático      | Recorde asiático (Asian)              | DNS                        | Não largou (Did not start)                |   |                                      |
| Recorde nacional      | Recorde nacional (National record)           | Recorde europeu       | Recorde europeu (European)            | DNF                        | Não terminou (Did not finish)             |   |                                      |
| Recorde pessoal       | Recorde pessoal do atleta (Personal best)    | Recorde da Oceania    | Recorde da Oceania (Oceania)          | DSQ / DQ                   | Desclassificado (Disqualified)            |   |                                      |
| Recorde da temporada  | Recorde da temporada do atleta (Season best) | Recorde sul-americano | Recorde sul-americano (South America) | NM                         | Sem marca (No mark)                       |   |                                      |